# Stonsdorfer

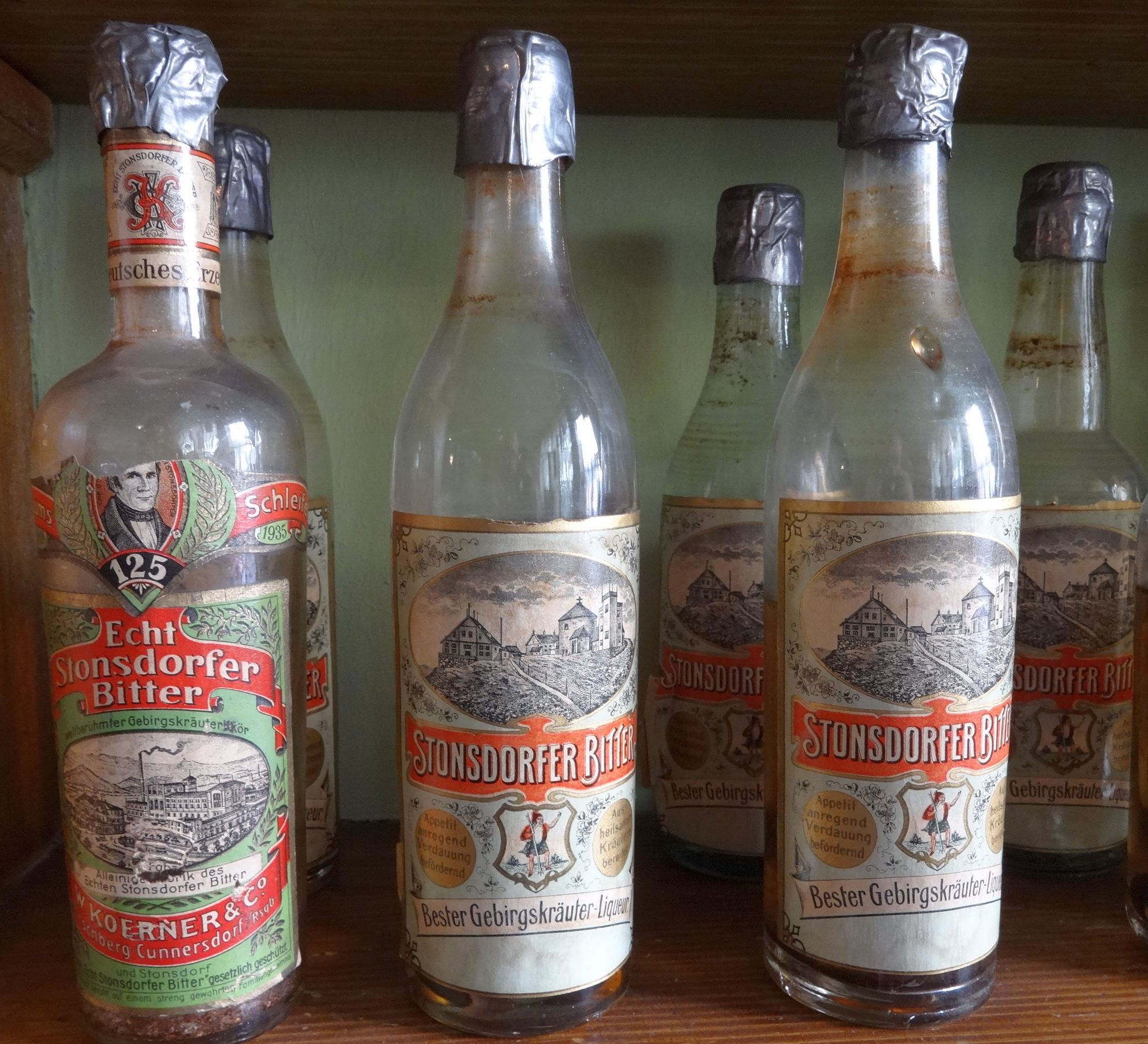
Historische Flaschen Stonsdorfer Bitter

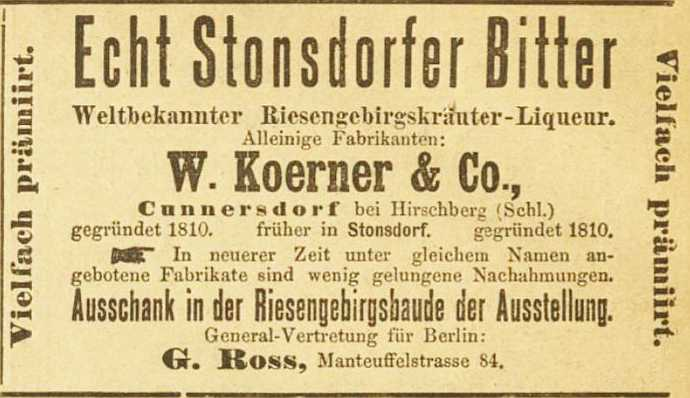
Inserat von W. Koerner & Co, Berliner Gewerbeausstellung 1896

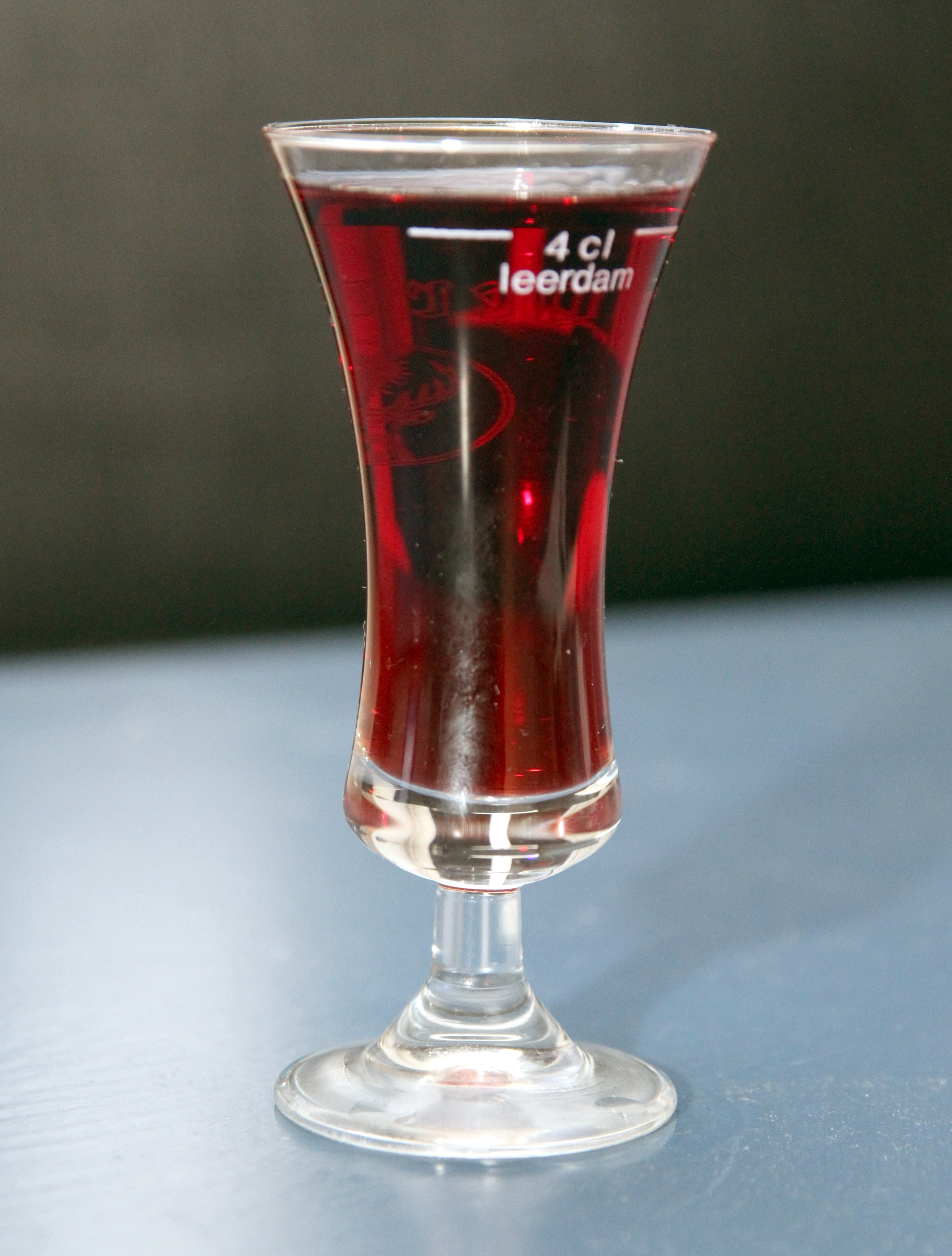
Stonsdorfer

Stonsdorfer ist ein Kräuterlikör mit 32 Vol.-% Alkohol, der aus Gewürzen, Kräutern und Früchten, hauptsächlich Heidelbeeren, hergestellt wird. Weitere Zutaten sind Johannisbrot, Sternanis, Bitterorange, Chinarinde, Bitterwurzeln, Enzianwurzeln und Nelken.  Der Geschmack ist süß-bitter und fruchtig-herb. Farblich überwiegt Rot.

## Geschichte
Der Brauereigeselle Christian Gottlieb Koerner aus  Stonsdorf in Niederschlesien kam 1810 in den Besitz eines Likörrezeptes und verwendete es für die Produktion eines Kräuterlikörs. Die Gegend um Stonsdorf war bekannt für die Erzeugung von Kräuterauszügen u. ä. Koerner verband die örtlichen Traditionen mit seinen Kenntnissen von der Likördestillation, die er zuvor in Paris erworben hatte.
Unter Koerners Sohn Wilhelm stellte sich ein großer geschäftlicher Erfolg ein. Er verlegte die Firma 1868 ins benachbarte Cunnersdorf und nannte die Fabrik Stonsdorferei. Weltweiten Absatz fand der Likör unter der Firmenleitung von Otto Stabrin. 
Auf der Berliner Gewerbeausstellung 1896 wurde der Echte Stonsdorfer Bitter in einem Holzpavillon ausgeschenkt, der einer Riesengebirgsbaude nachgebildet war. Dieser Pavillon wurde nach der Ausstellung nach Lichterfelde umgesetzt und beherbergte anschließend das Ausflugslokal Wiesenbaude.
Die erstmalige Markeneintragung im Deutschen Markenregister erfolgte als Wort-Bild-Marke am 13. April 1897 (Schutzendedatum 31. Oktober 2006), die älteste, bis heute geschützte Markeneintragung als Koerner's Echt Stonsdorfer Bitter erfolgte am 2. November 1908. Die Firma hatte nach Gerichtsurteilen von 1899, 1903 und 1971 das alleinige Recht, ihr Produkt Echt Stonsdorfer Bitter zu nennen.
1945 wurden die Firmeninhaber vertrieben und bauten das Unternehmen in Harksheide (heute ein Stadtteil von Norderstedt) in Schleswig-Holstein wieder auf. Leiter war Herbert Stabrin, bevor die Produktion 1999 an die Berentzen-Gruppe überging. Ein Gewerbegebiet in Norderstedt, in dem die Firma ihren Sitz hatte, wurde später in Stonsdorf umbenannt.
Der Name Stonsdorfer wurde zu einem Gattungsbegriff. Heute gibt es eine Vielzahl von Herstellern, namentlich in den östlichen Bundesländern Deutschlands.